# 佩蒂斯鎮區 (密蘇里州亞代爾縣)
佩蒂斯鎮區（英語：Pettis Township）是位於美國密蘇里州亞代爾縣的一個行政鎮區。

## 地方資料
佩蒂斯鎮區的面積為146.19平方千米，當中陸地面積為145.69平方千米，而水域面積為0.50平方千米。根據2020年美國人口普查的數據，當地共有人口818人，而人口密度為每平方千米5.6人。